# Katoliška karizmatična prenova
Prenova v Duhu je karizmatična prenova v Rimskokatoliški cerkvi.

## Prenova v Duhu kot razodevanje Svetega Duha
Katoliška karizmatična prenova se je začela kot eno od več različnih razodevanj Svetega Duha v življenju Cerkve. Konec 19. stoletja je papež Leon XIII. napisal apostolsko spodbudo (1895) in okrožnico (1897), v katerih je pozval k predanosti Svetemu Duhu in priporočal devetdnevnico pred binkoštmi kot prošnjo za Svetega Duha za prenovo Cerkve, ponovno združitev krščanstva, prenovo družbe in obličja zemlje. 1. januarja 1901 je Leon XIII. molil himno Svetemu Duhu v imenu celotne Cerkve.
Skozi 20. stoletje so na rast karizmatične prenove v Rimskokatoliški cerkvi vplivali Liturgično gibanje, prenovljeno poudarjanje svetopisemskih in patrističnih virov, nova skrb za edinost kristjanov, delitev odgovornosti vseh verujočih za poslanstvo Cerkve v svetu, nova teološka in pastoralna razmišljanja o delu Svetega Duha in novo razumevanje Cerkve kot karizmatičnega drevesa.

## Prenova v Duhu kot karizmatično gibanje
V tem kontekstu novega zavedanja delovanja Svetega Duha so priče klasičnega Pentekostalnega gibanja in njihovo učenje o krstu v Svetem Duhu prispevali k začetku katoliške karizmatične prenove leta 1967 v ZDA. Zgodnji voditelji prenove so molili za izkušnjo krsta v Svetem Duhu in ga prejeli, vključno z govorjenjem v jezikih. To se je teološko odsevalo na njihovi osebni izkušnji in na pentekostalni doktrini krsta v Svetem Duhu in podprlo njihovo prenovitveno gibanje vodstvu pastorjev cerkve.
Papeža Pavel VI. in Janez Pavel II. sta skupaj z mnogimi posameznimi škofi in škofovskimi konferencami, priznala znamenja prisotnosti milosti v Prenovi. Večkrat sta izrazila previdnost o določenih praksah, ki so zahtevale duhovno razločevanje in o učenju, ki morda ni skladno z učenjem Rimskokatoliške cerkve. Posledično klasična pentekostalna doktrina krsta v Svetem Duhu ni bila sprejeta kot celota. Odkar se je karizmatična prenova začela, so jo voditelji Cerkve dobro sprejeli. Kasneje je prejela uradno cerkveno priznanje iz Rima.

### Zgodovina
Leta 1895 Elena Guera papežu Leonu XIII napiše 12 zaupnih pisem, v katerih poziva Cerkev k večji predanosti k Svetem Duhu, kot tretji Božji osebi. Papež po navdihu prejetih pisem leta 1897 objavi svoje enciklike za molitve k Svetem Duhu. Katoliška Cerkev se je tedaj zavzela, da vsaka cerkvena župnija pred binkoštnimi prazniki uvede devetdnevnico pred prestopom v 20. stoletje. Papež v Cerkvi naleti na medel odziv .
Hkrati, ko se je Katoliška Cerkev z molitvami priporočala k Svetem Duhu, je v ameriškem okolju nastajalo novo protestantsko gibanje. Charles Parham, nekdanji metodist, je ustanovil šolo Svetega pisma, ki jo je poimenoval Bethel Healing Home, v mestu Topeka v Kansasu. Pri teh bogoslužjih naj bi 1. januarja 1901 polnost Svetega Duha, prva doživela Agnes Ozman, ki je po pričevanjih spregovorila v jeziku podobnem Kitajskemu. Prepričan je bil, da je do novega duhovnega preporoda prišlo po knjigi iz Apostolskih del.
Očitno je, da je tedanja družba potrebovala duhovni preporod. Isti dan naj bi namreč papež Leon XIII. v baziliki Sv. Petra molil k Svetem Duhu z molitvijo Veni Creator Spiritus. 
V naslednjih dneh po globoki molitveni izkušnji, je nekdanji Methodist Charles Parham, z njegovimi somišljeniki zaprl šole in začel potovati ter pričevati o njihovi molitveni izkušnji k Svetemu Duhu.
V Hustonu je Parham srečal afriškega američana, Baptističnega pridigarja Josepha Seymourja, ki je njegovo pričevanje sprejel z veliko vnemo. Pridigar Seymour je odšel na svoj prvi misjon na Azusa Street, kjer so bili kasneje oblikovani protestantski binkoštniki in Assemblies of God s prenovljeno duhovno prakso.
Medtem, ko so se nova protestantska Binkoštna gibanja širila po vsej Ameriki, je poudarek na delovanju Svetega Duha v Katoliški Cerkvi nadaljeval sedaj Blaženi Janez XXIII z zavzemanjem beatifikacije Sestre Elen Guerra.
Prav tako med pripravo na drugi Vatikanski koncil (imenovan tudi ekumenski koncil), kateri se je zavzemal za posodobitev bogoslužij in večjo odprtost Cerkve k verskem dialogu, je leta 1962 sveti oče molil za »nove binkošti« v Katoliški Cerkvi.

### Začetki katoliške Prenove v Duhu
Nova oblika binkoštnega gibanja in verska praksa med protestantskimi binkoštniki, je s svojo svežino in preprostostjo navdušila tudi katoliške vernike, ki so se že pred drugim Vatikanskim koncilom srečevali na skupnih t. i. karizmatičnih bogoslužjih. Po teh karizmatičnih gibanjih izhajajo prvi zametki katoliške Prenove v Duhu in ostalih podobnih gibanj, ki se obračajo s svojo versko prakso nazaj h koreninam prvotnih cerkva po vzoru iz knjige Apostolskih del.

### Uradni začetek gibanja Prenove v Duhu - Duquesnov vikend
Po pričevanju udeležencev:
Januarja 1967, so se štirje katoličani iz Duquesna udeležili svojega prvega medverskega karizmatičnega molitvenega srečanja v Chapel Hill  pri protestantskih binkoštnikih. Zanimivo je, da je bil nekaj mesecev pred prihodom katoličanov na enem od srečanj bran razdelek iz knjige Izaija 48, kjer je bilo iz njihovih molitev rečeno, da je nekaj na tem, da se bo zgodila "nova stvar".
Za tem dogodkom je bil v februarju načrtovan duhovni odmik, kjer so profesorji predlagali novo temo "Svetega Duha". V okviru priprav na duhovni seminar so nam dejali, da naj molimo ob prvih štirih poglavjih Apostolskih del.
V soboto tega duhovnega odmika nas je vodil član molitvene skupine iz Chapel Hill. Vse kar smo vedeli od predavatelja je bilo, da je bil protestantski prijatelj naših profesorjev. Čeprav je bila njegova predstavitev zelo preprosta, je bila napolnjena z neko duhovno močjo. 
Katoliška Prenova v duhu se uradno prične s skupino študentov iz Duquesne, ko naj bi doživela veliko duhovno izkušnjo na odmevnem »Duquesne Weekend« (februarju 1967), kjer so zavzeto premišljevali o binkoštnih dogodkih prve Cerkve po Apostolskih delih iz Svetega Pisma. Molili so k Svetemu Duhu, da bi tudi sami doživeli milosti prvih binkoštih (praznovanje 50. dne Jezusovi smrti). Po pričevanjih naj bi prišlo do izlitja Svetega Duha z manifestacijo karizem (darov danih od Boga), po zgledih iz Svetega pisma. Za ta dogodek se je v katoliških krogih v ZDA hitro razvedelo in karizmatična molitvena občestva so se brez kakršnekoli reklame hitro razširila. Med Katoliki najbolj poznano in razširjeno po vsem svetu je gibanje Prenova v Duhu.